# Utetheisa daphonea
Utetheisa daphonea är en fjärilsart som beskrevs av Dyar 1914. Utetheisa daphonea ingår i släktet Utetheisa och familjen björnspinnare. Inga underarter finns listade i Catalogue of Life.